# Spotkania małżeńskie
Spotkania Małżeńskie – międzynarodowe stowarzyszenie katolickie założone i rozpropagowane przez Irenę i Jerzego Grzybowskich, uznane przez Stolicę Apostolską.
Idea pracy Spotkań Małżeńskich opiera się na promowaniu dialogu jako drogi życia osobistego, w małżeństwie, społeczeństwie i więzi z Bogiem. Doświadczenie pokazało, że dialog promowany przez Spotkania Małżeńskie jest drogą więzi i pojednania także między narodami i wyznaniami. Droga ta jest jednak szczególnie opracowana w odniesieniu do małżeństwa. Podstawową formą pracy są trzydniowe rekolekcje dla małżeństw oraz Wieczory dla Zakochanych i Rekolekcje dla Narzeczonych.

## Cele Spotkań Małżeńskich
Spotkania Małżeńskie mają na celu odnawianie i pogłębianie więzi małżeńskiej, pomoc w lepszym i głębszym zrozumieniu się męża i żony.  Dokonuje się to poprzez proponowanie małżeństwom takiej formy dialogu, która z jednej strony pozwoli mężowi i żonie głębiej poznać się nawzajem, z drugiej zaś – w przypadku nieporozumień – pomoże rozwiązywać konflikty między małżonkami. W Spotkaniach Małżeńskich mogą uczestniczyć wszystkie małżeństwa niezależnie od wieku, stażu i stopnia zaangażowania religijnego; także  pary mężczyzn i kobiet niemające ślubu kościelnego.
Wszystkie formy pracy mają charakter warsztatów. Nie ma na nich tradycyjnych konferencji ani katechez. Odpowiednio przygotowane małżeństwa i kapłani (tzw. animatorzy) wprowadzają uczestników do pracy własnej, polegającej na doświadczaniu dialogu, czyli rozmowy prowadzącej do lepszego poznania i zrozumienia siebie nawzajem. Praca ta prowadzona jest przez małżonków wyłącznie we dwoje. Żadne sprawy łączące lub dzielące małżonków uczestniczących nie są ujawniane w grupie. Uczestnictwo w warsztatach rekolekcyjnych dla małżeństw wiąże się z wyjazdem do domu rekolekcyjnego lub innego miejsca, gdzie zapewnione jest zakwaterowanie i wyżywienie. Rekolekcje rozpoczynają się w piątek, a kończą w niedzielę, dlatego popularnie nazywane są „weekendami małżeńskimi”.
Siła oddziaływania Spotkań Małżeńskich polega na tym, że małżeństwo może podczas ich trwania odnowić lub odkryć na nowo swoją jedność. Małżeństwo wyjeżdżające z weekendu jest też na ogół zdolne do rozwiązywania konfliktów. Program jest tak ułożony, że pozwala każdej parze spojrzeć na własne życie z miłością. Oparty jest na nowoczesnej wiedzy z zakresu psychologii komunikacji, teologii i nauce Kościoła.

## Duchowość Spotkań Małżeńskich
Duchowość Spotkań Małżeńskich oparta jest na wypracowanych i rozpoznawanych przez lata zasadach dialogu: „Aby naprawdę spotkać się ze sobą i z Panem Bogiem, trzeba bardziej słuchać niż mówić, bardziej dzielić się niż dyskutować, bardziej rozumieć niż oceniać, a nade wszystko – przebaczać”. Istotne znaczenie przypisuje się poznaniu uczuć w celu właściwego „zarządzania” nimi, a tym samym pogłębienia dojrzałości emocjonalnej. Ważne jest poznanie potrzeb psychicznych i innych naturalnych cech osobowości, pojmowanych jako dar i zadanie. Podstawy psychologii komunikacji interpersonalnej, w ujęciu Spotkań Małżeńskich, sprzyjają życiu zgodnemu z przykazaniem miłości Boga i bliźniego.

## Założyciele Spotkań Małżeńskich
Założycielami Spotkań Małżeńskich, jako ruchu rekolekcyjnego i stowarzyszenia są Irena i Jerzy Grzybowscy, którzy po raz pierwszy uczestniczyli w eksperymentalnym weekendzie dla małżeństw w Pewli w 1978 r. Od tego czasu pełnią funkcję moderatorów Ruchu. Po  stworzeniu struktur formalnych byli przez dwie kadencje (2004-2012) liderami Zarządu Krajowego w Polsce. Są nadal liderami Dzieła w wymiarze międzynarodowym. Zarówno Irena Grzybowska, jak i Jerzy Grzybowski są autorami lub współautorami programów Stowarzyszenia, zeszytów formacyjnych z zakresu duchowości Spotkań Małżeńskich oraz książek i artykułów na temat małżeństwa i przygotowania do małżeństwa.

## Formy pracy

### Rekolekcje dla małżeństw
Mają na celu pogłębianie więzi małżeńskiej, pomoc w lepszym i głębszym zrozumieniu się męża i żony oraz pełniejsze doświadczenie sakramentalnego wymiaru ich związku. Dokonuje się to poprzez proponowanie małżeństwom takiej formy dialogu, która z jednej strony pozwoli mężowi i żonie głębiej poznać się nawzajem, z drugiej zaś - w przypadku nieporozumień - pomoże rozwiązywać konflikty między małżonkami. Na Spotkania Małżeńskie przyjeżdżają ludzie w różnym wieku, o różnym stażu małżeńskim, różnym poziomie wiedzy i zaangażowania religijnego, z różną skalą uczuć łączących lub dzielących małżonków. Na weekend mogą przyjeżdżać zarówno tzw. „dobre małżeństwa” jak i małżeństwa przeżywające poważne konflikty, często będące nawet na etapie rozmów o rozwodzie. W weekendzie uczestniczyło też wiele par małżeńskich, które miały zamiar ponownie się połączyć po separacji, a nawet po rozwodzie. Zapraszane jest każde małżeństwo, które pragnie, by ich wspólne życie nieustannie się rozwijało, także osoby w związkach nieformalnych, które nie mają przeszkód w zawarciu sakramentalnego małżeństwa, ale do tej pory tego nie uczyniły.

### Wieczory dla Zakochanych i Rekolekcje dla Narzeczonych
To programy przygotowujące do sakramentu małżeństwa cieszące się bardzo dużą popularnością. W obu programach podstawową metodą jest praca własna narzeczonych. Inspirują do niej wprowadzenia i świadectwa małżeństw oraz kapłanów – animatorów Spotkań Małżeńskich. Uczestnicy mają możliwość pełniejszego poznania własnych cech osobowości i oczekiwań, a także ustalenia wspólnej hierarchii ważności spraw w życiu. Uczą się również, jak rozwiązywać konflikty i budować autonomię swojego związku. Odkrywają, czym naprawdę jest sakrament małżeństwa, rozpoznają miejsce wiary w swoim życiu. Dowiadują się podstawowych spraw z zakresu nauki Kościoła o małżeństwie i rodzinie. Praca ma charakter warsztatowy. Oba programy spełniają wymagania Kościoła w zakresie katechez przedmałżeńskich. Rekolekcje dla Narzeczonych prowadzone są w formie wyjazdowej, w domach rekolekcyjnych i trwają trzy dni.

### Rekolekcje dla powtórnych związków po rozwodzie
Spotkania Małżeńskie prowadzą specjalne rekolekcje dla osób pozostających w związkach cywilnych zawartych po rozwodzie. W czasie tych rekolekcji małżeństwa żyjące w związkach cywilnych mogą przeżyć bardzo głęboką prawdę, że Bóg stawia również na ich drodze drogowskazy miłości. Uczestnikom rekolekcji nie proponuje się gotowych schematów ani łatwych rozwiązań. Każda sytuacja osób żyjących w drugim związku po rozwodzie jest bardzo indywidualna, niepowtarzalna. Z tego względu w czasie rekolekcji prowadzący zachęcają do indywidualnej refleksji nad własnym życiem. Inspirację do tej pracy stanowią wprowadzenia kapłana i świadectwa małżeństw animatorów, które doświadczyły rozwodu i przeżyły pojednanie z Bogiem.

### Spotkania porekolekcyjne – małe grupy
Jednorazowe uczestnictwo w Spotkaniach Małżeńskich nie zawsze przynosi od razu spodziewany rezultat. Pierwsze rekolekcje są impulsem, początkiem drogi. Wiele małżeństw chce kontynuować doświadczenie rekolekcji w sposób systematyczny w czasie comiesięcznych spotkań w małych grupach. Aby zapisać się do małej grupy, należy nawiązać kontakt z liderami ośrodka Spotkań Małżeńskich w miejscu zamieszkania.

### Rekolekcje pogłębiające
Małżeństwa mogą kontynuować doświadczenie dialogu w czasie tzw. rekolekcji pogłębiających o potrzebach psychicznych lub temperamentach. W rekolekcjach pogłębiających mogą uczestniczyć tylko małżeństwa, które brały udział w rekolekcjach podstawowych dla małżeństw.

### Turnusy wakacyjne
Turnusy wakacyjne to przeznaczone dla całych rodzin wyjazdy mające charakter wypoczynkowo-rekolekcyjny. Istotą turnusu jest spędzanie czasu w gronie rodzinnym ale także praca w dialogu między małżonkami oraz między rodzicami i dziećmi. Przeznaczone są dla małżonków którzy uczestniczyli wcześniej w Rekolekcjach dla małżeństw.

## Spotkania Małżeńskie na świecie
Z Polski Spotkania Małżeńskie zostały przeniesione na Białoruś, Litwę, Łotwę, Mołdawię, do Kazachstanu, Rosji i na Ukrainę. Na Ukrainie rozwija się zarówno rzymskokatolicka, jak i greckokatolicka gałąź Stowarzyszenia. Początki współpracy katolicko-prawosławnej Spotkań Małżeńskich datują się od 1990 r., kiedy to zorganizowane zostały w Polsce rekolekcje dla małżeństw prawosławnych z Rosji. Pierwsze wspólnoty rozpoczęły pracę rekolekcyjną wśród Polonii w Irlandii, Niemczech, Anglii, Belgii i USA.

## Historia
Inicjatorem pierwszego eksperymentalnego weekendu dla małżeństw, jaki odbył się w maju 1977 r. w Laskach koło Warszawy, był śp. Stanisław Boguszewski (zmarł w 1980 r.), który przywiózł z Kanady jeden z programów ruchu Marriage Encounter, pomógł w zorganizowaniu pierwszych eksperymentalnych spotkań, a następnie wycofał się z tej pracy. Pierwszy weekend został przygotowany przez grupę małżeństw z Katowic i Warszawy. Drugie spotkanie, o podobnym programie, odbyło się w Pewli koło Żywca w styczniu 1978 r. i zapoczątkowało powstanie warszawskiego ośrodka przyszłego Ruchu. W spotkaniu tym uczestniczyli Irena i Jerzy Grzybowscy. Wszyscy uczestnicy tych eksperymentalnych spotkań stwierdzili, że jest to bardzo potrzebny program, jednakże musi zostać znacznie zmodyfikowany. Irena i Jerzy Grzybowscy inspirowali tę ewolucję, a także tworzenie nowych programów apostolskich, formacji duchowej całego środowiska i zakładanie kolejnych ośrodków w Polsce oraz w krajach Europy Środkowo-Wschodniej, a w ostatnich latach także Europy Zachodniej i USA. Rozwój Ruchu spowodował, że Założyciele podczas pobytu w Rzymie z okazji Roku Jubileuszowego 2000 – zainspirowani przez ówczesnego sekretarza Papieskiej Rady ds. Świeckich bp. Stanisława Ryłkę – zwrócili się do przewodniczącego tej Rady, kard. Jamesa Stafforda, z prośbą o zatwierdzenie Spotkań Małżeńskich jako stowarzyszenia w Kościele. Zostało to poprzedzone zebraniem odpowiedniej dokumentacji. W roku 2004 Ruch został zatwierdzony jako prywatne międzynarodowe stowarzyszenie wiernych ad experimentum na 5 lat, a w roku 2009 Statut Stowarzyszenia został zatwierdzony ostatecznie. W Polsce Spotkania Małżeńskie są członkami Ogólnopolskiej Rady Ruchów Katolickich.